# Myzomela rubrotincta
Myzomela rubrotincta (медовичка обійська) — вид горобцеподібних птахів родини медолюбових (Meliphagidae). Ендемік Індонезії. Раніше вважався підвидом темної медовички, однак був визнаний окремим видом у 2021 році.

## Поширення і екологія
Обійські медовички мешкають на островах Обі в архіпелазі Молуккських островів. Вони живуть у вологих тропічних лісах.